# International Association for Media and Communication Research
Die International Association for Media and Communication Research (IAMCR) (auch Asociación Internacional de Estudios en Comunicación Social (AIECS) oder Association Internationale des Études et Recherches sur l'Information et la Communication (AIERIC)) ist eine internationale Vereinigung von Wissenschaftlern und Forschern im Bereich der Medien- und Kommunikationsforschung.
Die internationale Organisation unterstützt und vertritt die Interessen von Medien- und Kommunikationswissenschaftlern weltweit. Sie setzt sich dabei insbesondere für die Freiheit von Wissenschaft und Forschung ein und unterstützt besonders jüngere und weibliche Mitglieder bei der beruflichen Karriereentwicklung sowie vor allem auch Mitglieder aus ökonomisch benachteiligten Regionen der Welt einschließlich Wissenschaftler aus Afrika, Asien, Süd- und Zentral-Amerika.
Weitere Ziele sind
- Vernetzung und wissenschaftlicher Informationsaustausch von Medien- und Kommunikationswissenschaftlern, Medienpolitikern und Medienpraktikern aus unterschiedlichen Kulturen und Regionen der Welt.
- Anregung medien- und kommunikationswissenschaftlicher Forschung auf lokaler, nationaler und internationaler Ebene insbesondere zu Fragen der Medienproduktion, Medientransmission und Medienrezeption und insbesondere dort, wo diese Art der Forschung noch unterentwickelt ist.
- Professionalisierung und Qualitätssicherung der Medien- und Kommunikationsforschung, Medienpolitik und Medienpraxis weltweit, insbesondere auch Förderung internationaler und interdisziplinärer Forschung.
- Förderung des Interesses an kommunikations- und medienwissenschaftlicher Forschung sowie Verbreitung von Forschungsergebnissen über die akademische Zielgruppe hinaus – insbesondere mit Blick auf Medienpraxis und Medienpolitik.
- Entwicklung und Verbesserung der Ausbildung von Journalisten und anderen Medienpraktikern durch fundierte Wissenschafts- und Forschungsleistungen.

Die IAMCR wurde 1957 mit Unterstützung der UNESCO (United Nations Educational, Scientific and Cultural Organisation) gegründet. Sie hat über 2000 Mitglieder aus 100 Ländern auf allen Kontinenten. Präsidentin ist seit 2012 die US-amerikanische Kommunikationswissenschaftlerin Janet Wasko. Die IAMCR unterhält formale Beratungsbeziehungen zum UN-System und hat einen speziellen Beraterstatus beim Wirtschafts- und Sozialrat der Vereinten Nationen (Economic and Social Council, ECOSOC).
Die jährlichen Konferenzen finden jedes Jahr in einem anderen Land statt.  (2006: Kairo, Ägypten; 2007: Paris, Frankreich; 2008: Stockholm, Schweden; 2009: Mexiko-Stadt, Mexiko; 2010: Braga, Portugal; 2011: Istanbul, Türkei; 2012: Durban, Südafrika; 2013: Dublin, Irland; 2014: Hyderabad, Indien; 2015: Montreal, Kanada; 2016: Leicester, England; 2017: Cartagena, Kolumbien; 2018: Eugene, Oregon, USA; 2019: Madrid, Spanien)   